# Лоре, Амбруаз де
Амбруа́з де Лоре́ (фр. Ambroise de Loré; 1395, Уассо, департамент Майенн — 25 мая 1446, Париж) — французский полководец эпохи Столетней войны, соратник Жанны д’Арк.

## Биография
Лоре занимал должности временного комиссара торговли и полиции и garde de la prévôté de Paris, а также сам стал прево Парижа в 1436 году, оставаясь им до 1446 года. Кроме того, он принимал участие в битвах при Азенкуре, Ля Броссиньере, Пате и в осаде Орлеана, вместе с Танги дю Шателем сумел сохранить жизнь дофина Карла во время резни, устроенной бургундцами в Париже 29 мая 1418 года.